# Utladalen
Utladalen est une vallée située dans la commune d'Årdal, dans le comté de Vestland, dans l'ouest de la Norvège. C'est une vallée glaciaire découpant profondément le massif de Jotunheimen, avec plusieurs sommets de plus de 2 000 m à proximité directe, dont en particulier ceux du massif Hurrungane. La vallée est formée par la confluence des vallées de Storutladalen et Vetle Utladalen, et est rejointe par de nombreuses vallées latérales, dont en particulier Gravdalen, Stølsmaradalen, Midtmaradalen, Maradalen et Gjertvassdalen à l'ouest et Skogadalen, Uradalen, Fleskedalen, Morka-Koldedalen et Hjelledalen à l'est. Ces vallées latérales sont pour la plupart des vallées suspendues, ce qui donne lieu à un grand nombre de chutes d'eau lorsque leurs rivières rejoignent l'Utla, la rivière principale qui coule au sein d'Utladalen. La plus célèbre d'entre elles est Vettisfossen, avec une chute libre de 275 m.
La vallée et quelques zones alentour sont protégées dans la zone de protection du paysage d'Utladalen, formée en 1980 en même temps que le parc national de Jotunheimen. La randonnée dans la vallée, en particulier jusqu'à Vettisfossen, est une activité touristique populaire.

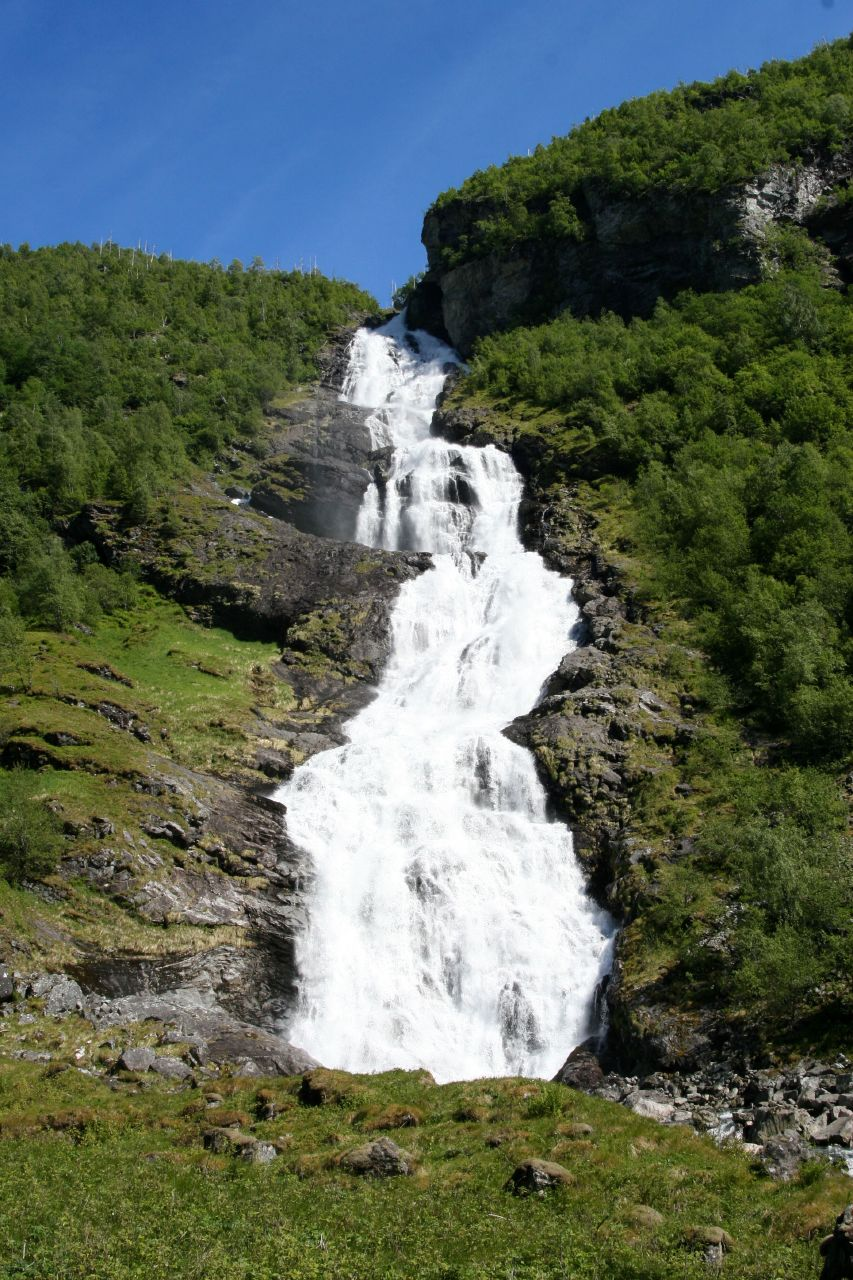
La chute Hjellefossen.
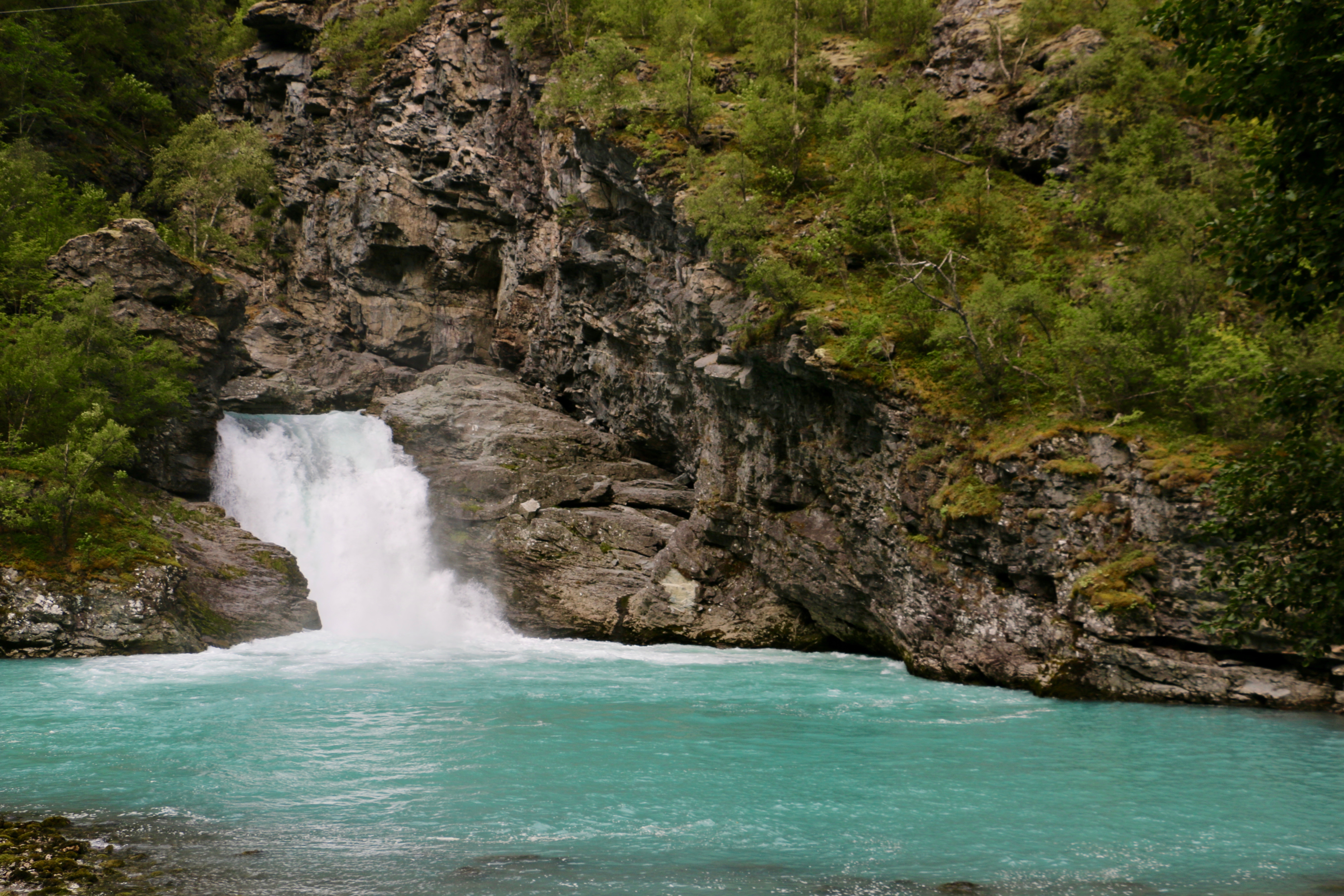
Chutes de la rivière Utla à Hyljefossen.
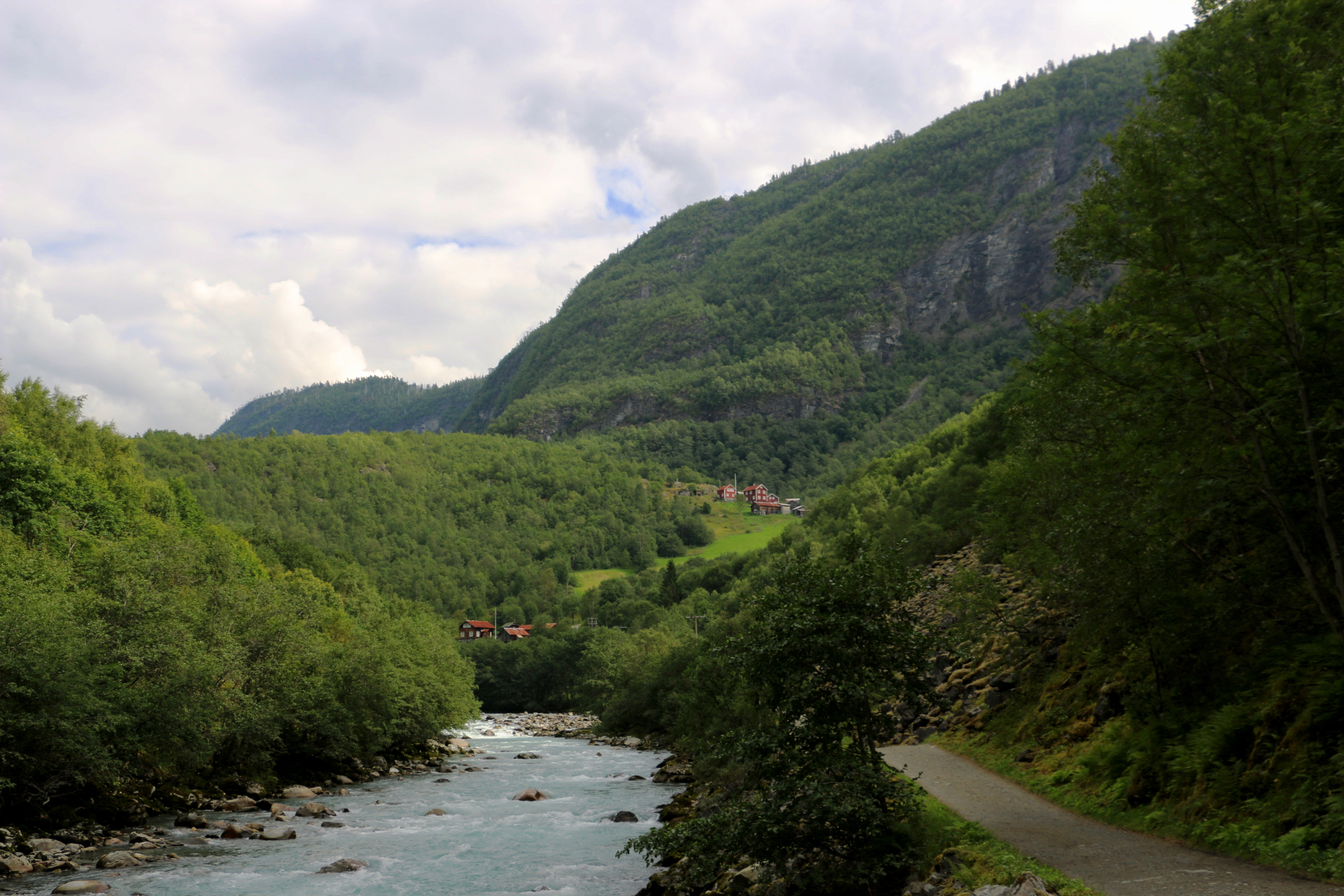
La ferme de Vetti gard.